# Jórgosz Jakumákisz
Jórgosz Jakumákisz (Iráklio, 1994. december 9. –) görög válogatott labdarúgó, a mexikói Cruz Azul csatára.

## Pályafutása

### Klubcsapatokban
Jakumákisz a görögországi Iráklio városában született. Az ifjúsági pályafutását az Atsaleniou akadémiájánál kezdte.
2011-ben mutatkozott be az Atsaleniou felnőtt keretében. 2012-ben a Plataniá szerződtette. A 2013–14-es idény második felében az Episkopinál szerepelt kölcsönben. 2017-ben az AÉK Athénhoz írt alá. 2019 és 2020 között az ÓFI Kréta és a lengyel Górnik Zabrze csapatát erősítette kölcsönben. 2020-ban a holland első osztályban szereplő VVV-Venlohoz igazolt. A 2020–21-es szezonban 30 mérkőzésen elért 26 góljával megszerezte az Eredivisie gólkirályi címét. 2021-ben a skót Celtichez csatlakozott. 2023. február 8-án négyéves szerződést kötött az észak-amerikai első osztályban érdekelt Atlanta United együttesével. Először a 2023. március 5-ei, Toronto ellen 1–1-es döntetlennel zárult mérkőzés 59. percében, Miguel Berry cseréjeként lépett pályára. Első gólját 2023. március 19-én, a Portland Timbers ellen 5–1-re megnyert találkozón szerezte meg. 2024. július 1-jén a mexikói Cruz Azul szerződtette.

### A válogatottban
Jakumákisz az U21-es korosztályú válogatottban is képviselte Görögországot.
2020-ban debütált a felnőtt válogatottban. Először 2020. november 11-én, Ciprus ellen 2–1-es győzelemmel zárult barátságos mérkőzésen lépett pályára és egyben megszerezte első válogatott gólját is.

## Statisztikák
2024. augusztus 14. szerint
| Klub                       | Szezon   | Osztály              | Bajnokság | Bajnokság | Kupa és Ligakupa | Kupa és Ligakupa | Nemzetközi | Nemzetközi | Összesen | Összesen |
| Klub                       | Szezon   | Osztály              | Meccs     | Gól       | Meccs            | Gól              | Meccs      | Gól        | Meccs    | Gól      |
| -------------------------- | -------- | -------------------- | --------- | --------- | ---------------- | ---------------- | ---------- | ---------- | -------- | -------- |
| AÉK Athén                  | 2017–18  | Super League Greece  | 11        | 1         | 4                | 1                | 4          | 0          | 19       | 2        |
| AÉK Athén                  | 2018–19  | Super League Greece  | 6         | 0         | 1                | 1                | 3          | 0          | 10       | 1        |
| AÉK Athén                  | 2019–20  | Super League Greece  | 13        | 0         | 1                | 0                | 2          | 0          | 16       | 0        |
| ÓFI Kréta (kölcsönben)     | 2018–19  | Super League Greece  | 12        | 3         | 0                | 0                | —          | —          | 12       | 3        |
| Górnik Zabrze (kölcsönben) | 2019–20  | Ekstraklasa          | 12        | 3         | 0                | 0                | —          | —          | 12       | 3        |
| VVV-Venlo                  | 2020–21  | Eredivisie           | 30        | 26        | 3                | 3                | —          | —          | 33       | 29       |
| Celtic                     | 2021–22  | Scottish Premiership | 21        | 13        | 3                | 4                | 5          | 0          | 29       | 17       |
| Celtic                     | 2022–23  | Scottish Premiership | 19        | 6         | 3                | 2                | 6          | 1          | 28       | 9        |
| Atlanta United             | 2023     | MLS                  | 30        | 19        | 0                | 0                | 2          | 0          | 32       | 19       |
| Atlanta United             | 2024     | MLS                  | 11        | 5         | 0                | 0                | —          | —          | 11       | 5        |
| Cruz Azul                  | 2024–25  | Liga MX              | 3         | 2         | 0                | 0                | 4          | 0          | 7        | 2        |
| Összesen                   | Összesen | Összesen             | 168       | 78        | 15               | 11               | 26         | 1          | 209      | 90       |

### A válogatottban
| Válogatott  | Év       | Pályára lépés | Gól |
| ----------- | -------- | ------------- | --- |
| Görögország | 2020     | 3             | 1   |
| Görögország | 2021     | 3             | 0   |
| Görögország | 2022     | 5             | 1   |
| Görögország | 2023     | 9             | 2   |
| Görögország | 2024     | 2             | 0   |
| Összesen    | Összesen | 22            | 4   |

#### Góljai a válogatottban
| # | Időpont            | Helyszín                                     | Ellenfél  | Gólok | Eredmény | Kiírás                                     |
| - | ------------------ | -------------------------------------------- | --------- | ----- | -------- | ------------------------------------------ |
| 1 | 2020. november 11. | Jórgosz Kámarasz Stadion, Athén, Görögország | Ciprus    | 2–0   | 2–1      | Barátságos mérkőzés                        |
| 2 | 2022. június 12.   | Panthesszaliko Stadion, Vólosz, Görögország  | Koszovó   | 1–0   | 2–0      | 2022–2023-as UEFA Nemzetek Ligája (C liga) |
| 3 | 2023. október 13.  | Aviva Stadion, Dublin, Írország              | Írország  | 1–0   | 2–0      | 2024-es EB-selejtező                       |
| 4 | 2023. november 17. | Jórgosz Kámarasz Stadion, Athén, Görögország | Új-Zéland | 2–0   | 2–0      | Barátságos mérkőzés                        |

## Sikerei, díjai
AÉK Athén
- Super League Greece
  - Bajnok (1): 2017–18

- Görög Kupa
  - Döntős (1): 2017–18

Celtic
- Scottish Premiership
  - Bajnok (1): 2021–22

- Skót Ligakupa
  - Győztes (1): 2021–22

Egyéni
- A holland első osztály gólkirálya: 2020–21 (26 góllal)
- Eredivisie – A Hónap Játékosa: 2021 január
- A skót első osztály gólkirálya: 2021–22 (13 góllal)
- Scottish Premiership – A Hónap Játékosa: 2022 március
- MLS All-Stars: 2023
- MLS Best XI: 2023
- MLS – Az Év Újonca: 2023